# Flying Saucer Tour Vol. 1
Flying Saucer Tour Vol. 1 és un àlbum en directe del comediant Bill Hicks. A diferència dels seus altres àlbums, on el públic es mostra receptiu vers la seva actuació, aquest disc destaca per la negativa (o simplement absència de) reacció que Hicks rep al llarg de l'actuació per part del públic. Tot i les bones vendes i algunes notes sobre futures entregues de 'Flying Saucer Tour', és l'únic volum que se n'ha publicat.

## Llista de cançons
1. "Intro " - 0:26
2. "Summertime" - 2:49
3. "The F Word" - 0:42
4. "Smoking" - 2:01
5. "Yul Brynner" - 1:25
6. "Trying to Quit" - 4:56
7. "The News" - 1:00
8. "The War" - 3:45
9. "Worst Audience Ever" - 1:03
10. "More War" - 2:14
11. "Are You Guys Drug Dealers?" - 1:50
12. "Praying for Nuclear Holocaust" - 1:10
13. "Girl of Your Dreams" - 2:16
14. "Young Lady" - 1:26
15. "Vs. the Audience 1" - 0:51
16. "What's Wrong?" - 1:53
17. "Vs. the Audience 2" - 4:40
18. "School Days" - 3:18
19. "Vs. the Audience 3" - 1:16
20. "Working" - 1:15
21. "Great Times on Drugs" - 7:11
22. "Mandatory Marijuana" - 4:49
23. "Penthouse Letters" - 2:48
24. "Talking Car" - 3:38
25. "Summer Trip" - 2:20
26. "Drugs Have Done Good Things" - 3:10
27. "Menu?" - 1:28
28. "Beelzebozo" - 1:36
29. "Cause of Sexual Thought" - 4:08
30. "Mechanics of Pornography" - 3:09
31. "Goodnight" - 0:44